# Homaliodendron piniforme
Homaliodendron piniforme là một loài Rêu trong họ Neckeraceae. Loài này được (Brid.) Enroth miêu tả khoa học đầu tiên năm 1990.